# Diocesi di Ezero
La diocesi di Ezero (in latino: Dioecesis Ezerensis) è una sede soppressa e sede titolare della Chiesa cattolica.

## Storia
Ezero, identificabile con Nezero, è un'antica sede vescovile della provincia romana di Tessaglia in Grecia, suffraganea dell'arcidiocesi di Larissa nel patriarcato di Costantinopoli. Nella Notitia Episcopatuum attribuita all'imperatore Leone VI (inizio X secolo), Ezero appare al quinto posto tra le suffraganee di Larissa.
Le Quien attribuisce a questa diocesi un solo vescovo nel primo millennio, Damiano, che partecipò al Concilio di Costantinopoli dell'879-880 che riabilitò il patriarca Fozio di Costantinopoli.
Durante la quarta crociata, fu eretta una diocesi di rito latino conosciuta con il nome di Nazaresca, il cui unico vescovo noto sembra essere Guglielmo, trasferito nel 1212 alla sede arcivescovile di Filippi. Nello stesso anno papa Innocenzo III affidò a Rodolfo di Mérencourt, vescovo di Sidone e futuro patriarca di Gerusalemme, l'amministrazione della chiesa di Nazaresca. Nel 1213 fu nominato, secondo Le Quien, un nuovo vescovo, il cui nome tuttavia è sconosciuto.
Dal 1925 Ezero è annoverata tra le sedi vescovili titolari della Chiesa cattolica; la sede è vacante dal 6 luglio 1957.

## Cronotassi

### Vescovi greci
- Damiano † (menzionato nell'879)

### Vescovi latini
- Guglielmo † (1208 - 1212 nominato arcivescovo di Filippi)
- Anonimo † (eletto nel 1213)

### Vescovi titolari
- Niccolò † (prima del 1337 - dopo il 1339)
- Giovanni † (menzionato nel 1390)
- Francesco † (? - circa 1393 deceduto)
- Niccolò Venceslao, O.P. † (3 dicembre 1393 - dopo l'11 giugno 1411 deceduto)[2]
- Teoderico di Saar, O.Cist. † (23 dicembre 1411 - ?)
- Giovanni Fanelli, O.P. † (19 agosto 1502 - ?)
- Antonio Sévat, C.M. † (2 luglio 1928 - 6 luglio 1957 deceduto)